# The Polar Express (саундтрек)
The Polar Express: Original Motion Picture Soundtrack — саундтрек американського композитора Алана Сільвестрі до різдвяного мультфільму Роберта Земекіса «Полярний експрес» (2004).
Вийшло дві версії музичного альбому. У записі композицій до саундтрека Алан Сільвестрі використав симфонічний оркестр. Найвідомішими композиціями альбому є «Seeing Is Believing», «Meeting Santa Claus» та «Believe, Do You Believe in Ghosts, Approaching Flat Top Tunnel».
Пісня «Believe» у виконанні Джоша Ґробана номінувалася на премію Оскар (2005), Золотий глобус (2005) та Греммі (2006).

## Музичні композиції
1. Believe, Do You Believe in Ghosts, Approaching Flat Top Tunnel (5:04)
2. Runaway Train, On the Ice, Ticket Punch, Saved by An Angel (4:51)
3. Boarding the Train, The Ride Home (8:48)
4. Returning the Lost Ticket (2:13)
5. Meeting Santa Claus (6:16)
6. Seeing Is Believing (3:46)
7. Suite From the Polar Express (6:02)
8. The Polar Express — Том Генкс (3:24)
9. When Christmas Comes to Town — Matthew Hall & Meagan Moore (4:07)
10. Hot Chocolate — Том Генкс (2:32)
11. Spirit of the Season (2:33)
12. Believe — Josh Groban (4:18)

## Оригінальна версія
1. «The Polar Express» — Том Генкс
2. «When Christmas Comes To Town»
3. «Rockin' On Top of the World» — Стівен Тайлер
4. «Believe» — Джош Ґробан
5. «Hot Chocolate» — Том Генкс
6. «Spirit of the Season» — Алан Сільвестрі
7. «Seeing Is Believing» — Алан Сільвестрі
8. «Santa Claus Is Comin' To Town» — Френк Сінатра
9. «White Christmas» — Бінг Кросбі
10. «Winter Wonderland» — Сестри Ендрюс
11. «It's Beginning To Look A Lot Like Christmas» — Перрі Комо та Сестри Фонтейн
12. «Silver Bells» — Кейт Сміт
13. «Here Comes Santa Claus (Right Down Santa Claus Lane)» — Бінг Кросбі та Сестри Ендрюс
14. «Suite from the Polar Express» — Алан Сільвестрі

## Чарт
| Чарт (2022—2023)                     | Найвища позиція |
| ------------------------------------ | --------------- |
| Норвегія Norwegian Albums (VG-lista) | 25              |

## Сертифікації
| Регіон                                             | Сертифікація | Продажі  |
| -------------------------------------------------- | ------------ | -------- |
| США (RIAA)                                         | Золотий      | 500 000^ |
| ^відвантаження, що базуються лише на сертифікаціях |              |          |